# Умбрете
Умбрете (ісп. Umbrete) — муніципалітет в Іспанії, у складі автономної спільноти Андалусія, у провінції Севілья. Населення — 8010 осіб (2010).
Муніципалітет розташований на відстані близько 400 км на південний захід від Мадрида, 14 км на захід від Севільї.
На території муніципалітету розташовані такі населені пункти: (дані про населення за 2010 рік)
- Умбрете: 8009 осіб
- Асьєнда-де-Лопас: 1 особа

## Демографія
Динаміка населення (INE ):

## Галерея зображень

Розташування муніципалітету Умбрете у провінції Севілья
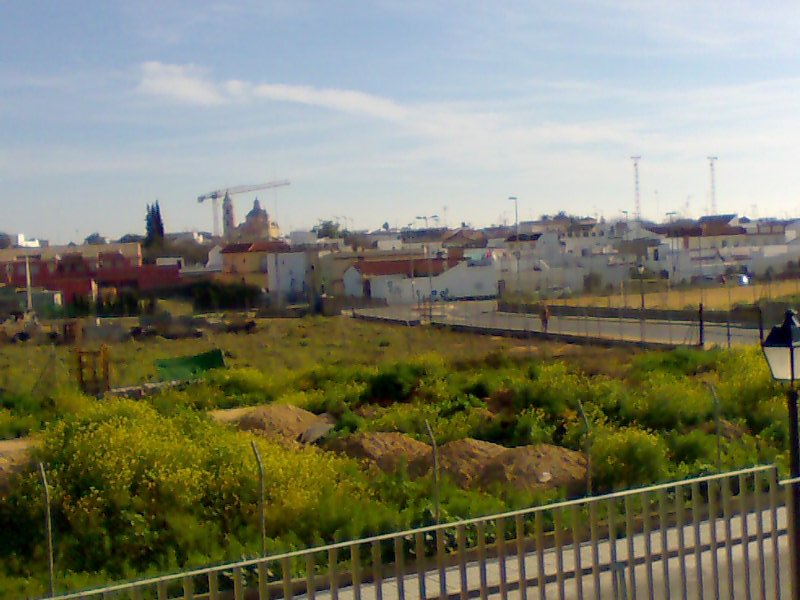
Умбрете
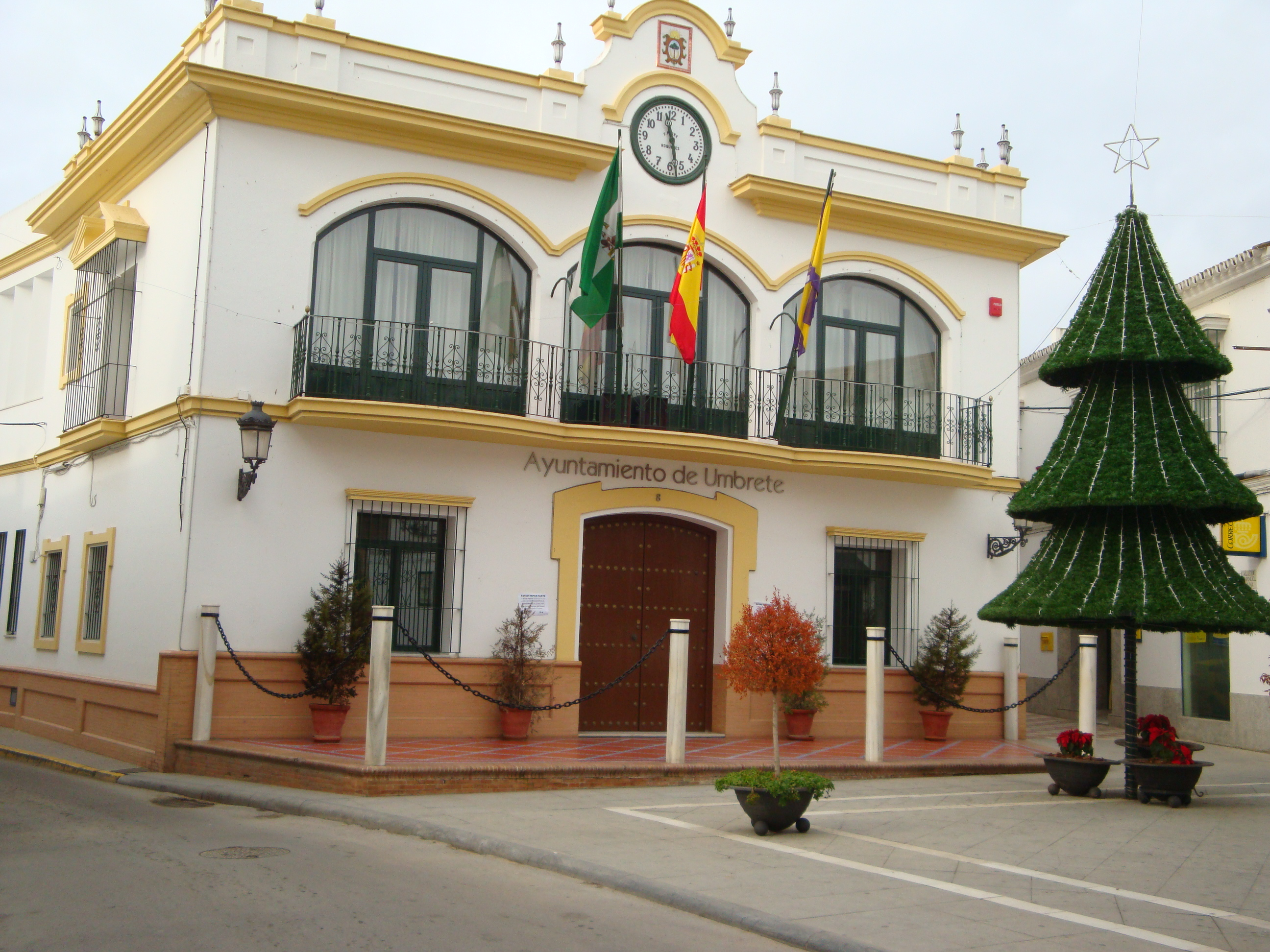
Муніципальна рада